# 兵庫県立社高等学校
兵庫県立社高等学校（ひょうごけんりつやしろこうとうがっこう）は、兵庫県加東市木梨にある県立高等学校。通称は「社」（やしろ）。

## 設置学科
全日制課程
- 普通科
  - 看護医療類型（2年次より）
    - 看護医療コース
    - スポーツ医療コース
- 体育科（男子のみ）
- 生活科学科
  - 食物科学コース（2年次より）
  - 食物健康コース（2年次より）

## 沿革
- 1913年（大正2年） - 小野村外三か村組合立小野実科高等女学校として開校。
- 1920年（大正9年） - 兵庫県加東郡立小野実科高等女学校と改称。
- 1921年（大正10年） - 兵庫県加東郡立小野高等女学校と改称。
- 1922年（大正11年） - 兵庫県立社高等女学校と改称。現在地に新築移転。
- 1948年（昭和23年） - 兵庫県立社高等学校と改称。
- 1959年（昭和34年） - 第1棟・第2教室棟竣工。
- 1966年（昭和41年） - トレーニングセンター竣工。寄宿舎および食堂竣工。第3教室棟竣工。
- 1967年（昭和42年） - 体育館兼講堂竣工。
- 1968年（昭和43年） - プール竣工。
- 1974年（昭和49年） - 日本陸運第3種公認陸上競技場竣工。
- 1975年（昭和50年） - 武道場竣工。
- 1978年（昭和53年） - 第3棟・特別教室棟増築。
- 1979年（昭和54年） - 滝野分校廃止。
- 1986年（昭和61年） - 理数コース設置。
- 1987年（昭和62年） - 第3棟増築。
- 1992年（平成4年） - 50メートル公認プール竣工。
- 2003年（平成15年） - 体育館竣工。
- 2006年（平成18年） - 耐震補強工事。

## 学校行事
- 体育大会（9月） - 2学期が始まるとすぐに準備にとりかかる。体育大会の最後には全校生徒でフォークダンスを踊る。また体育科による集団演技は目玉でもある。
- 修学旅行 - 1月中旬、行き先はその年によって様々

## 部活動
野球部は2004年（第76回）に春の甲子園に初出場してベスト4に入り、2022年（第104回）には夏の甲子園へ初出場して1勝している。

### 運動部
- 陸上競技部
- 野球部（2004年春〈第76回〉・2022年夏〈第104回〉・2023年春〈第95回〉・2023年夏〈第105回〉に甲子園出場)
- 柔道部
- 剣道部
- 卓球部
- 水泳部
- サッカー部
- バレーボール部
- バスケットボール部
- ソフトテニス部
- ソフトボール部
- バドミントン部

### 文化部
- 写真部
- 美術部
- 書道部
- ESS部
- JRC部
- 茶道部
- 華道部
- 吹奏楽部
- 放送部
- 文芸部

## その他
- 敷地が広大で体育関係施設が特に充実している。陸上競技場（400メートルトラック）・野球場・サッカー場・テニスコート・体育館・トレーニングセンター・柔道場・剣道場・50メートル公認プール・ソフトボール場・ウェイト場がある。
- 同窓会 - 尚友会（しょうゆうかい）
- 近隣の加東市立社中学校の制服とよく似ている。また、2005年ごろから女子の夏服が変更された。
- 生徒は校内では上靴ではなくスリッパを履く。
- 携帯電話の所持、持ち込みは許可しているが校内で使用することは禁じている。

## 著名な関係者
スポーツ
- 山本重政（元プロ野球選手）
- 宮田典計（元プロ野球選手）
- 高岸佳宏（元プロ野球選手）
- 森脇浩司（元オリックス・バファローズ監督）
- 三木安司（中日ドラゴンズコンディショニングコーチ）
- 本田明浩（元プロ野球選手）
- 下山真二（元プロ野球選手）
- 坪井俊樹（元プロ野球選手）
- 近本光司（阪神タイガース外野手）
- 辰己涼介（東北楽天ゴールデンイーグルス外野手）
- 山本巧（硬式野球部監督・教諭）
- 西川佳克（元NHKテレビ・ラジオ体操指導者、我孫子市議会議員）

その他
- トータス松本（ウルフルズ）
- 安田正義（元加東市長）
- 山本廣一（元加東市長）
- 大村雅彦（中央大学理事長）
- 軒上泊（作家）
- 久保田康介（弁護士・YouTuber）

## 周辺施設
- 兵庫県立教育研修所
- 兵庫教育大学附属中学校
- 兵庫教育大学附属小学校
- 加東市立社中学校